# 비각칠 2
《비각칠 2》(중국어: 馬戲小子)은 1994년 홍콩에서 제작된 우마 감독의 영화 비각칠의 속편이다.

## 출연
- 원표 - 아동
- 온벽하 - 아란
- 우마 - 사부
- 견자단 - 당발
- 린웨이 - 아천

## 한국판 성우진(SBS)
- 구자형 - 아동(원표)
- 윤소라 - 아란(온벽하)
- 이완호 - 사부(우마)
- 이규화 - 당발(견자단)
- 장광 - 아천(린웨이)
- 문옥현 - 아천의 아내(정상)
- 김수진 - 아천의 동생(호앵문)
- 이향숙 - 사부의 동생(리리리)
- 윤기황 - 두목(노혜광)
- 유동현 - 두목의 부하(김십이)
- 서윤석 - 외국인 오웬사장 (베이 로건)
- 김민규 - 경찰 국장(원무)
- 이영달 - 사장(비로김)
- 함수정 - 두목의 부하
- 김순영 - 사부의 어린 제자
- 이선 - 사부의 어린 제자
- 전인배 - 경찰
- 오인성 - 경찰